# West Duchovny
Madelaine West Duchovny (Los Ángeles, California, 24 de abril de 1999) es una actriz estadounidense,reconocida por su participación en el filme A Mouthful of Air, en la serie de televisión del canal SyFy The Magicians, en el seriado de Netflix Painkiller, y en la serie de Hulu Saint X.

## Biografía
Duchovny es hija de los actores David Duchovny y Téa Leoni. Luego de residir diez años en Los Ángeles, se trasladó con su familia a la ciudad de Nueva York. Duchovny no tenía interés inicialmente en iniciar una carrera como actriz y estaba interesada en iniciar estudios en medicina. Sin embargo, después de participar en una obra de teatro llamado Slut: The Play como un favor, decidió dedicarse a la actuación.
Tras realizar algunos papeles menores en cine y televisión, obtuvo reconocimiento con papeles como Whitley en la serie The Magicians, Cream en el filme A Mouthful of Air y Alison en el seriado Saint X. En 2023 interpretó a Shannon Schaeffer, uno de los papeles principales, en la serie de la plataforma Netflix, Painkiller.

## Filmografía

### Cine
| Año  | Título            | Papel   | Notas |
| ---- | ----------------- | ------- | ----- |
| 2019 | The Report        | Interna |       |
| 2021 | A Mouthful of Air | Cream   |       |
| 2022 | Linoleum          | Darcy   |       |

### Televisión
| Año  | Título        | Papel             | Notas             |
| ---- | ------------- | ----------------- | ----------------- |
| 2018 | Sick          | Jonni             | Telefilme         |
| 2018 | The X-Files   | Maddy             | 1 episodio        |
| 2019 | The Magicians | Whitley           | 3 episodios       |
| 2020 | Vegas High    | Paige             | Telefilme         |
| 2023 | Saint X       | Alison            | Reparto principal |
| 2023 | Painkiller    | Shannon Schaeffer | Reparto principal |